# Edit Sohonyai
Dans le nom hongrois Sohonyai Edit, le nom de famille précède le prénom, mais cet article utilise l’ordre habituel en français Edit Sohonyai, où le prénom précède le nom.
Edit Sohonyai, née le 14 septembre 1970 à Székesfehérvár, est une écrivaine hongroise.

## Œuvres
- Macskaköröm (1990)
- Szerelemlék (1991)
- Tarkabab (1995)
- Le a csajokkal! Avagy kinek kell a szerelem… (2002)
- Jasmine avagy mégis kell a szerelem? (2003)
- Csuportkép (2003)
- Le a pasikkal! Avagy velem nem stimmel valami? (2004)
- Engem szeress! (2005)
- Mocsok csillag (2008)
- Kockacukor (2012)
- Szállj szabadon! (2016)
- Plázafoglyok (2019, coauteur)